# Estádio 19 de Outubro
O Estádio 19 de outubro é um estádio da cidade de Ijuí, localizado no estado do Rio Grande do Sul, é a atual casa do Esporte Clube São Luiz.

## História
Justamente em uma baixada foi onde surgiu o futebol apresentado na região de Ijuí, o Estádio 19 de Outubro era antes o Estádio da Baixada, muito antes de existir o Esporte Clube São Luiz já existia o campo da baixada em meados 1916.
Com o tempo o campinho da baixada configurou-se com o nome de Estádio 19 de Outubro em homenagem a data da fundação da cidade, após veio todo o cercamento e o surgimento do Esporte Clube São Luiz em 1938, também foi criada uma arquibancada de madeira que sempre lotava.
Desta forma surgia então o verdadeiro mandante do Estádio 19 de Outubro o Esporte Clube São Luiz, o terreno onde era localizado o Estádio da Baixada foi então da prefeitura do municipio doado ao clube de Ijuí.
Em 1973 o clube jogou então pela primeira vez na divisão de elite do Rio Grande do Sul, onde em 1974 era disputada a primeira partida noturna em Ijuí no Estádio 19 de Outubro. Posteriormente foram feitos reformas no estádio como construção de pavilhões com cobeturas e cadeiras.

## Atualmente
O Estádio 19 de Outubro tem capacidade para 8.000 pessoas, contando com arquibancadas moveis que nos jogos importantes são colocadas, sendo boa parte sentados, possui copas, copas de alimentação, vestiários, sala de imprensa, salas de transmissão de imprensa, alojamento de atletas e sede do clube.
O Estádio 19 de Outubro é a casa do Esporte Clube São Luiz de Ijuí. O Estádio agora é patrimonio municipal, onde também já foi palco de vários show e atrações nacionais.
O estádio possui uma boa iluminação, e se destaca pela ótima conservação do gramado. O mesmo está localizado em um ponto privilegiado da cidade, sendo de total e fácil acesso. O Estádio também possui uma área coberta onde abriga centenas de cadeiras para seus torcedores.
Também no Estádio 19 de Outubro treina a Escolinha de futebol do São Luiz, a cada ano participa de diversos torneios e campeonatos pelo estado, região sul do Brasil, e internacionais.